# Дніпровські зорі (поїзд Харків — Луцьк)
«Дніпрóвські зóрі» — група безпересадкових вагонів сполученням Харків — Луцьк у складі регіонального експреса сполученням Харків — Ім. Тараса Шевченка.
Експлуатант — Укрзалізниця. Власник — Південна залізниця.

## Історія
Основний поїзд «Дніпровські зорі» № 793/794 є денним регіональним експресом і курсує з 2006 року (спочатку із Харкова до Кременчука, а з 2013 року потягу подовжено маршрут до станції Ім. Тараса Шевченка.
На численні пропозиції пасажирів в графіку руху потягів на 2016—2017 рр. введені безпересадкові вагони Харків — Луцьк через день.
Від Харкова до станції ім. Тараса Шевченка з потягом № 793/794 Харків — ім. Тараса Шевченка, від ст. Імені Т. Шевченка до Луцька з поїздом «Лісова пісня» № 88/87 Ковель — Новоолексіївка.
Відмінено ці вагони у 2017 році, натомість запущений цілий потяг № 128/127 «Ковель» Харків — Ковель

## Обмеження попереднього продажу
Квитки продаються за 45 діб з 8:00. Відкрито попередній продаж зі станцій від Луцька по Миронівку (крім Козятина, який має альтернативні поїзди на Харків) до станцій від Користівки по Харків.
За добу-півтори до відправлення поїзда всі обмеження продажу знімаються, і можна брати квитки також на короткі відстані.

## Інформація про курсування
Фірмовий потяг «Дніпровські зорі» № 793/794 курсує щоденно складом з 5 вагонів.
Через день в його складі також і 2 вагони безпересадкового сполучення (24 купейний, 25 плацкартний):
- із Харкова з 12 грудня 2016 р. по парних числах (при двох непарних 28,2,4)[3],
- із Луцька з 13 грудня 2016 р. по непарних числах місяця (при двох непарних 29,3,5)[4].

| Час прибуття | Час відправлення | Станція             | Час прибуття | Час відправлення |
| —            | 15:30            | Харків              | 08:17        | —                |
| 23:18        | 00:36            | Ім. Тараса Шевченка | 22:52        | 01:05            |
| 11:14        | —                | Луцьк               | —            | 12:30            |
| ------------ | ---------------- | ------------------- | ------------ | ---------------- |

## Значення
Безпересадкові вагони Харків-Луцьк забезпечують сполучення без пересадок із Луцька, Рівного, Полонного, Бердичева, Білої Церкви та менших містечок до таких станцій як Харків, Полтава-Південна, Кобеляки, Кременчук, Павлиш тощо.